# Crystal Bridges Museum of American Art
Crystal Bridges Museum of American Art är ett konstmuseum i Bentonville i Arkansas i USA.  
Crystal Bridges Museum of American Art har grundats och finansierats av Walmarts ägarfamilj Walton. Drivande kraft var Alice Walton, dotter till Walmarts grundare Sam Walton. Museet öppnades i november 2011. Det ligger i utkanten av Bentonville och har ritats av Moshe Safdie. 
Museets samlingar omfattar amerikansk konst från 1600-talet till nutid.

## Bilder

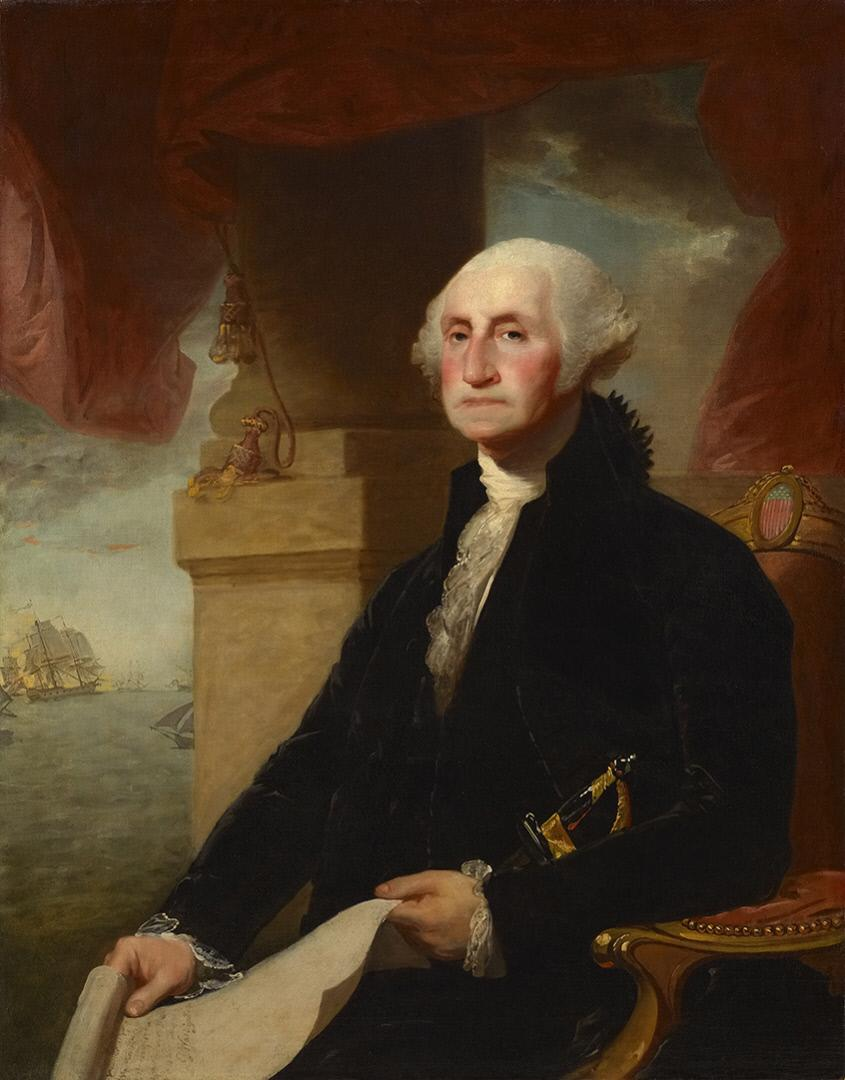
Gilbert Stuart: George Washington
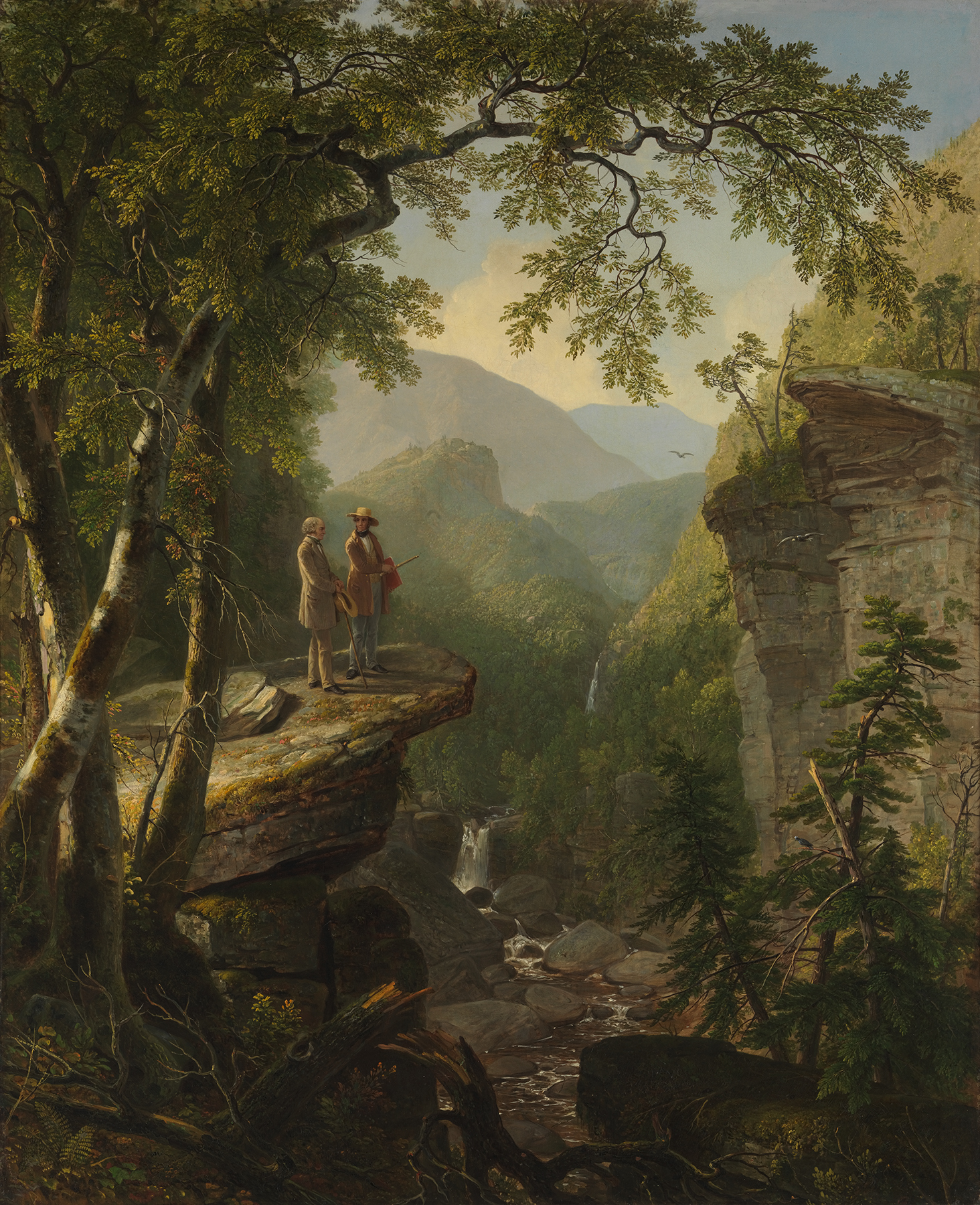
Asher Brown Durand: Kindred Spirits
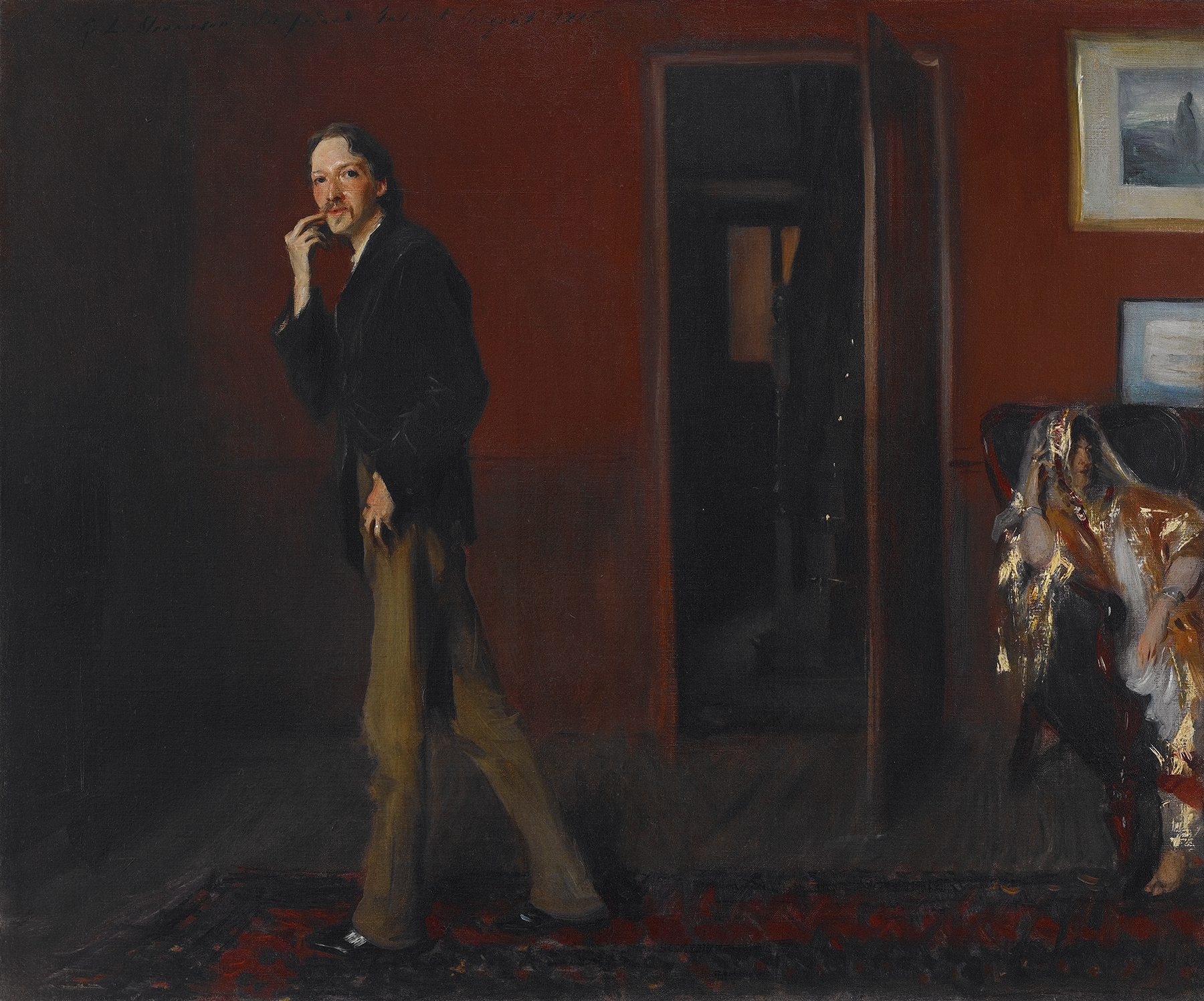
John Singer Sargent: Robert Louis Stevenson and His Wife
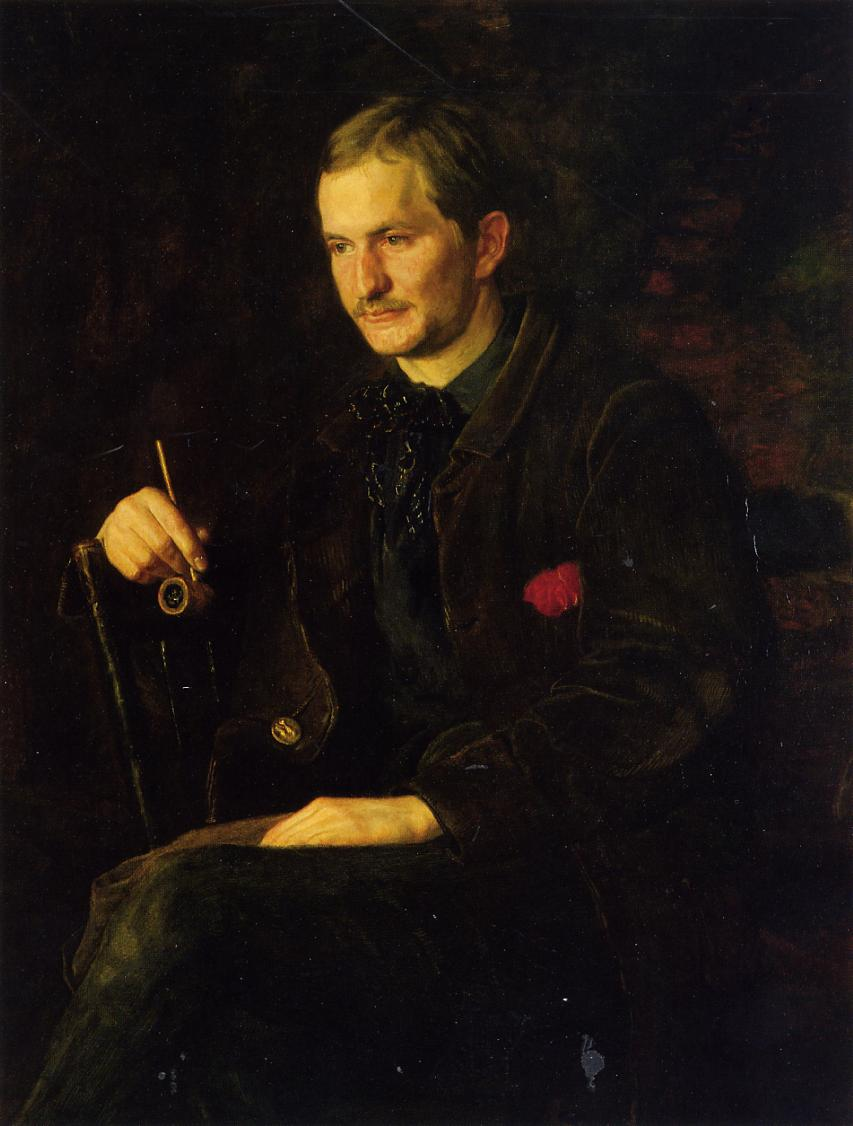
Thomas Eakins: The Art Student (James Wright)
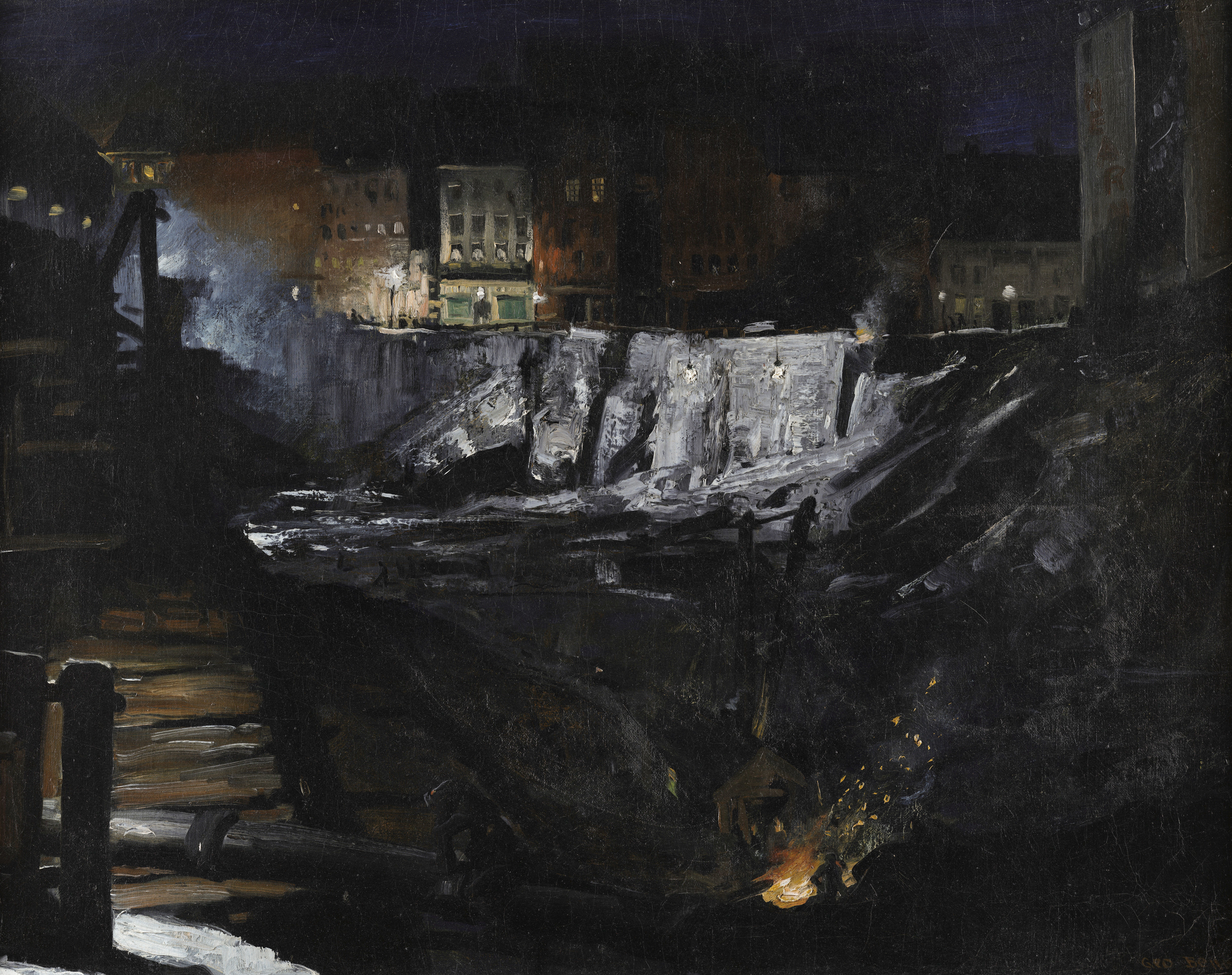
George Bellows: Excavation at Night (1908)
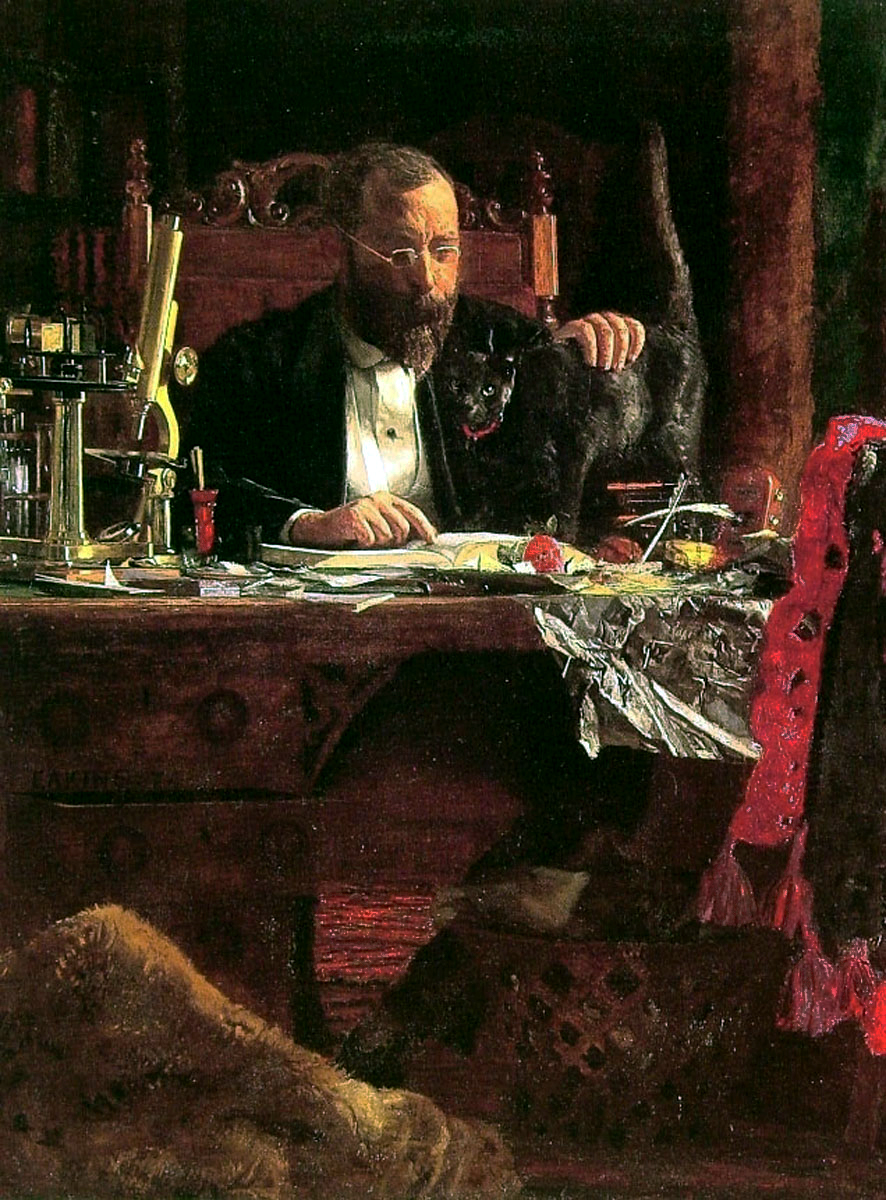
Thomas Eakins: Portrait of Professor Benjamin Rand (1874)